# Лесеневич (герб)
Лесеневич (Лисеневич, Лисаневич, Лесаневич; пол. Lesieniewicz, Lesenewicz, Lisenewicz, Lisanewicz, Lesanewicz) − шляхетський герб українського роду, різновид герба Леліва.

## Опис герба
Описи з використанням принципів блазонування, запропонованих Альфредом Знамієровським:
У полі невідомого кольору (можливо червоного) в андріївський хрест стріла з шаблею вістрям донизу, над ними півмісяць, над яким восьмикутна зірка (можливо, золота. Клейнод: невідомий. Намет невідомого кольору (можливо, червоний, підбитий сріблом).

## Історія
Нобілітація від 1739 року. Родина походить від Костянтина Лесевича, головного полкового судді Переяславського полку в 1739-1757 роки.

## Рід
Лесеневич (Lesieniewicz).